# Воробьёв, Павел Иванович
Павел Иванович Воробьёв (1892—1937) — советский учёный-востоковед, музеевед, организатор науки. В 1926—1930 годах — директор Русского музея, затем — Государственного исторического музея, с 1934 года — директор Музея этнографии.

## Биография
Родился в Санкт-Петербурге 3 января 1892 года в крестьянской семье. В 1910 году окончил с медалью гимназию и поступил на металлургическое отделение Санкт-Петербургского политехнического института. После первого курса перевелся в Университет. В 1915 году окончил Петроградский университет, факультет восточных языков. Изучал монгольский и китайский языки.
В 1921 — управляющий делами Центрального института живых восточных языков, с мая 1922 помощник ректора, с 1923 года, после отъезда В. Л. Котвича, ректор ЦИЖВЯ.
С марта 1917 член РКП(б). Член Ленинградского горкома ВКП(б), В 1926 году на выборах обкома проголосовал против Г. Е. Зиновьева (московский приятель предупредил о предстоящих переменах), был исключен из партии, но буквально через несколько дней, когда определилась полная победа И. В. Сталина, восстановлен и всячески поощрен.
С 1924 по 1930 преподавал в Ленинградском государственном университете, с 1924 года сотрудник Научно-исследовательского института сравнительной истории литератур и языков Запада и Востока. Будучи назначен в 1932 году директором ГИМ, переехал в Москву.
С 1934 вновь в Ленинграде, где работал директором Музея этнографии народов СССР, заместителем директора Института востоковедения АН СССР, профессор ЛГУ.
Вынужденный, в силу партийной дисциплины, участвовать в различных мероприятиях по «большевизации Академии наук» (так, в 1929 член «комиссии Фигатнера», осуществлявшей «чистку» академических учреждений в Ленинграде), оставался, по воспоминаниям современников, человеком порядочным. Писал мало, занимался больше организационно-педагогической и издательской работой.
В 1936 приглашен на должность советника Ученого комитета при правительстве Монголии. Вызван из Улан-Батора в 1937 году, якобы для обсуждения вопроса об открытии там университета. Арестован 11 августа (или сентября) по обвинению по ст. 56-6, 11 УК РСФСР («резидент японской разведки», среди его «агентов» фигурировал А. Н. Самойлович). 19 ноября 1937 Комиссией НКВД и Прокурора СССР приговорен к высшей мере наказания. Расстрелян в Ленинграде 24 ноября 1937 года. Реабилитирован в 1957 году.
Внук Воробьёва, поэт Евгений Петрович Вензель (1947—2018), был мужем Елены Шварц.

## Сочинения
1. Пекинский национальный университет // Восток. 1924. Кн. 4. С. 171—172.
2. Из жизни Китая // Восток. 1924. Кн. 4. С. 172—173.
3. Финансовые вопросы современного Китая // Новый Восток. 1924. № 5. С. 144—155.
4. (рец. на:) Цзян-Ган-ху Синь-о-ю-цзи: (Дневник путешествия в новую Россию) / Изд. Шан-у-инь-шу-гуань. Шанхай, 1923 // Новый Восток. 1924. № 5. С. 416—417.
5. Ленинградский институт живых восточных языков // Новый Восток. 1924. № 5. С. 461—462.
6. Хроника востоковедения в Ленинграде // Новый Восток. 1924. № 5. С. 463 и след.
7. Новые данные о происхождении и развитии маньчжурской письменности // Записки Института востоковедения АН СССР. 1935. Т. 5. С. 115—132.
8. К истории русско-китайских отношений в XVII в. // Труды ИВ АН СССР. 1936. Т. 17. С. 167—198.
9. Экспедиция в Цаган-Богдо // Современная Монголия. 1937. № 4. С. 85-92; № 5. С. 85-94 (совм. с А. Д. Симуковым).